# Каспарова, Варсеника Джавадовна
Варсеника (Варвара) Джавадовна Каспарова (1888, Шуша, Елизаветпольская губерния — 11 сентября 1941, Орловский район, Орловская область) — революционерка, деятель Коминтерна, жертва репрессий.

## Биография
Варсеника (Варвара) Джавадовна Каспарова родилась в 1888 году в городе Шуше Шушинского уезда Елисаветпольской губернии, ныне город — административный центр Шушинского района Азербайджанской Республики. Армянка.
Получила высшее образование.
В 1904 году вступила в РСДРП. Занималась революционной деятельностью под руководством Степана Георгиевича Шаумяна. До 1917 находилась за границей вместе с супругом Владиславом Минасовичем Каспаровым (Каспарянц). Занимались партийной работой, в Женеве, сотрудничали с Владимиром Ильичём Лениным.
Во время Гражданской войны, с 1918 до 1919 заведовала центральным политическим органом РККА, агитационно-просветительным отделом Всероссийского бюро военных комиссаров. Как отмечала Александра Михайловна Коллонтай, именно она «в значительной мере организовала политработу в армии». Непродолжительное время работала в аппарате Реввоенсовета и ЦК РКП(б), была помощницей Иосифа Виссарионовича Сталина.
С 1921 года состояла членом Международного женского секретариата (МЖС) в Исполнительном комитете Коммунистического интернационала, затем возглавляла его Восточный отдел.
Была членом ЦИК СССР с 1924 до 1927, также являлась кандидатом в Центральный исполнительный комитет СССР с 1922 до 1924 и с 1927 до 1929. Была делегатом XII, XIII и XIV съездов РКП(б). Стала со-автором, вместе с Григорием Львовичем Шкловским и Николаем Николаевичем Овсянниковым, письма Владимира Александровича Дёгтя в ЦК ВКП(б).
18 декабря 1927 года исключена из ВКП(б) на XV съезде ВКП(б) как троцкистка, 5 января 1928 года уволена из исполнительного комитета Коминтерна. В том же году решением коллегии ОГПУ при СНК СССР по обвинению в контр-революционной деятельности осуждена к ссылке. Пребывала в городах Минск, Краснококшайск, Курган. В 1935 подала заявление об отходе от оппозиции и была освобождена от дальнейшей ссылки.
20 июля 1936 года в Москве снова арестована органами НКВД. Обвинялась в участии в террористической организации по статьям 17, 58-8, 58-11 УК РСФСР). Осуждена 10 апреля 1937 года Военной коллегией Верховного суда СССР на 10 лет тюремного заключения и 5 лет поражения в правах, стала заключённой Орловской тюрьмы. По утверждению Ольги Григорьевны Шатуновской, поводом для ареста и последующего расстрела Бориса Петровича Шеболдаева стала информация, полученная им на допросе В. Д. Каспаровой в Новочеркасской тюрьме в 1936 году. Со слов О. Г. Шатуновской, «Сталин поручил Шеболдаеву сказать Каспаровой, что если она откажется от того, что говорила в его адрес, то он её пощадит и сохранит её жизнь… В ответ на это Каспарова вскочила с тюремной койки и яростно закричала: „Я знаю, что Сталин — провокатор, агент царской охранки! Говорила это и буду говорить до самой смерти, никогда не откажусь от этих слов.“»
8 сентября 1941 года по обвинению в распространении клеветнических измышлений о мероприятиях ВКП(б) и советского правительства (статья 58-10, часть 2) заочно осуждена ВКВС СССР по указанию ГКО СССР, подписанному И. В. Сталиным, к ВМН.
Варсеника Джавадовна Каспарова 11 сентября 1941 года расстреляна в Медведевском лесу Овсянниковского сельсовета Орловского района Орловской области, ныне лес входит в Северный район города Орла.
Посмертно реабилитирована за отсутствием состава преступления: Военной коллегией Верховного суда СССР 10 октября 1961 года по обвинению 1937 года, и пленумом Верховного суда СССР 26 июля 1990 года по обвинению 1941 года.

## Семья
- Муж — Владислав Минасович Каспаров (Каспарянц) (20 января (1 февраля) 1884 — 6 сентября (19 сентября) 1917), революционер, член Заграничного бюро ЦК РСДРП, умер в Давосе.
  - Сын — Георгий (Жорж, Жоржик) Владиславович Каспаров (1909— 1937), родился в Баку, успел получить высшее образование в 1923-1927 гг., был арестован 26 ноября 1934 г. за "участие в проводах на вокзале своих товарищей (в том числе матери), выселенных по постановлению Особого совещания в Сибирь за оппозиционную деятельность в партии. В Казахстане работал инструктором по качеству в Казэкспорт. Вторично арестован 19 июня 1936 по статье 58-8, 58-11 УК РСФСР осужден 19 ноября 1937 г. к ВМН [8][9].

## Комментарии
1. ↑  Статья 17 УК РСФСР в редакции 1926 года. Меры социальной защиты судебно-исправительного характера подлежат применению одинаково как в отношении лиц, совершивших преступление — исполнителей, так и их соучастников — подстрекателей и пособников. Подстрекателями считаются лица, склонившие к совершению преступления. Пособниками считаются лица, содействующие выполнению преступления советами, указаниями, предоставлением средств и устранением препятствий или же сокрытию преступника или следов преступления.